# Episodi de I Jefferson (ottava stagione)
L'ottava stagione della serie televisiva I Jefferson è stata trasmessa dal 4 ottobre 1981 al 16 maggio 1982 sul canale CBS, posizionandosi al 3º posto nei rating Nielsen di fine anno con il 23,4% di penetrazione.
| nº | Titolo originale                  | Titolo italiano | Prima TV USA     | Prima TV Italia |
| -- | --------------------------------- | --------------- | ---------------- | --------------- |
| 1  | The Separation: Part 1            |                 | 4 ottobre 1981   |                 |
| 2  | The Separation: Part 2            |                 | 11 ottobre 1981  |                 |
| 3  | Louise's Father                   |                 | 18 ottobre 1981  |                 |
| 4  | My Maid, Your Maid                |                 | 25 ottobre 1981  |                 |
| 5  | I've Still Got It                 |                 | 1º novembre 1981 |                 |
| 6  | Florence Did Different: Part 1    |                 | 8 novembre 1981  |                 |
| 7  | Florence Did Different: Part 2    |                 | 15 novembre 1981 |                 |
| 8  | The House That George Built       |                 | 29 novembre 1981 |                 |
| 9  | A Whole Lot of Trouble            |                 | 6 dicembre 1981  |                 |
| 10 | I've Got a Secret                 |                 | 20 dicembre 1981 |                 |
| 11 | A Charmed Life                    |                 | 27 dicembre 1981 |                 |
| 12 | Thammy the Thongwriter            |                 | 3 gennaio 1982   |                 |
| 13 | I Spy                             |                 | 17 gennaio 1982  |                 |
| 14 | Dog Gone                          |                 | 24 gennaio 1982  |                 |
| 15 | Blazing Jeffersons                |                 | 31 gennaio 1982  |                 |
| 16 | Men of the Cloth                  |                 | 7 febbraio 1982  |                 |
| 17 | A Case of Self-Defense            |                 | 21 febbraio 1982 |                 |
| 18 | My Wife, I Think I'll Keep Her    |                 | 7 marzo 1982     |                 |
| 19 | Guess Who's Not Coming to Dinner? |                 | 14 marzo 1982    |                 |
| 20 | The Strays: Part 1                |                 | 21 marzo 1982    |                 |
| 21 | The Strays: Part 2                |                 | 28 marzo 1982    |                 |
| 22 | Jeffersons Greatest Hits          |                 | 11 aprile 1982   |                 |
| 23 | A Small Victory                   |                 | 18 aprile 1982   |                 |
| 24 | Lesson in Love                    |                 | 2 maggio 1982    |                 |
| 25 | Do Not Forsake Me, Oh, My Helen   |                 | 16 maggio 1982   |                 |